# Parafia Matki Bożej Fatimskiej w Jarocinie
Parafia Matki Bożej Fatimskiej w Jarocinie – parafia rzymskokatolicka należąca do dekanatu Jarocin diecezji kaliskiej. Została utworzona w 1997 roku przez ordynariusza diecezji kaliskiej – księdza biskupa Stanisława Napierałę. Kościół parafialny według projektu mgr inż. arch. Magdaleny Gralińskiej w budowie od września 2008. Mieści się przy ulicy Warcianej.